# Клопов Володимир
Володимир Клопов (нар. 1948) — радянський хокеїст, нападник.
Дев'ять сезонів захищав кольори київських клубів «Динамо» і «Сокіл». У двох турнірах першої ліги був найрезультативнішим гравцем команди (1972/73 — 28 закинутих шайб, 1973/74 — 23). Перший хокеїст, якому вдалося закинути 100 шайб у складі команди зі столиці України.
1976 року відгукнувся на пропозицію колишнього наставника киян Дмитра Богінова і на один сезон став гравцем новоствореної команди з Тольятті. За «Торпедо» провів у другій лізі 42 лігових матчі, 22 закинуті шайби, 13 результативних передач.
В останньому сезоні знову виступав за «Сокіл» і став переможцем першої ліги. Всього за
київські клуби закинув 157 шайб (у тому числі 15 — у вищому дивізіоні). Його досягнення в чемпіонатах СРСР вдалося перевершити лише трьом хокеїстам: Сергію Давидову (172 голи), Володимиру Бабашову, Євгену Шастіну (по 166).